# Walter Hirrlinger
Walter Hirrlinger (* 24. Juni 1926 in Tübingen; † 24. Juli 2018 in Esslingen am Neckar) war ein deutscher Politiker (SPD) und Ehrenpräsident des Sozialverbands VdK Deutschland.

## Ausbildung und Beruf
Hirrlinger absolvierte eine kaufmännische Lehre, er beantragte am 6. September 1943 die Aufnahme in die NSDAP und wurde zum 20. April 1944 aufgenommen (Mitgliedsnummer 9.882.832). Er wurde zum Kriegsdienst eingezogen und am 2. Januar 1945 durch einen Schuss so schwer verwundet, dass er fünf Jahre im Rollstuhl sitzen musste. Nach dem Krieg war er als Journalist und Schriftsteller (Kurzgeschichten, Novellen und Romane) tätig, bevor er ab den 1950er Jahren hauptamtlich für den damaligen VdK – Verband der Kriegsbeschädigten, Kriegshinterbliebenen und Sozialrentner Deutschlands e. V. (ab 1994: Sozialverband VdK Deutschland) arbeitete.

## Politische Ämter
Von 1953 bis 1968 war Hirrlinger Mitglied des Gemeinderats der Stadt Esslingen am Neckar, von 1959 bis 1989 außerdem Mitglied des Kreistags des Landkreises Esslingen. Im Dezember 1960 rückte er anstelle von Gotthilf Schenkel als Abgeordneter in den Landtag von Baden-Württemberg ein. Nach den Landtagswahlen von 1964 und 1968 wurde er erneut Abgeordneter. Von 1966 bis 1968 hatte er den Vorsitz der SPD-Fraktion inne. Von 1964 bis 1968 war er zugleich stellvertretender Landesvorsitzender der SPD Baden-Württemberg; bis 1975 blieb er Mitglied des Landesvorstands. In der Großen Koalition unter Ministerpräsident Hans Filbinger war Hirrlinger von 1968 bis 1972 Minister für Arbeit und Soziales. 1972 schied er auch aus dem Landtag aus.
Nach seiner Ministertätigkeit wurde er Geschäftsführer der Wohnungsbaugesellschaft Neue Heimat Baden-Württemberg. Dieses Amt hatte er bis 1986 inne.
Neben seiner Tätigkeit bei der Neuen Heimat war Hirrlinger von 1974 bis 1994 auch Vorsitzender des Regionalverbands Mittlerer Neckar (heute Region Stuttgart) und von 1972 bis 1992 stellvertretender Vorsitzender des VdK-Landesverbands Baden-Württemberg. Bis 1982 war er Mitglied des Bundesvorstands des Sozialverbands, danach des Präsidiums. 1990 wurde er als Nachfolger von Karl Weishäupl Präsident des VdK Deutschland. Dieses Amt bekleidete er bis zum 30. September 2008. Seine Nachfolgerin wurde Ulrike Mascher. Das Nachrichtenmagazin Der Spiegel bezeichnete Walter Hirrlinger als „Cheflobbyist[en] der deutschen Rentner“.

## Familie
Walter Hirrlinger war verheiratet mit Lore Hirrlinger und Vater einer geistig behinderten Tochter, die 2005 im Alter von 45 Jahren starb.
Hirrlinger starb nach schwerer Krankheit im Juli 2018 im Alter von 92 Jahren in Esslingen.

## Ehrenämter und Auszeichnungen
Seit ihrer Gründung 1979 war Hirrlinger Präsident der Action Européenne des Handicapés. In den Jahren 2000 und 2004 war er Vorsitzender des Sprecherrates des Deutschen Behindertenrates.
Hirrlinger war seit 1978 Träger der Verdienstmedaille des Landes Baden-Württemberg. Er wurde mit dem Großen Bundesverdienstkreuz (1979) und dem Großen Bundesverdienstkreuz mit Stern (1984) des Verdienstordens der Bundesrepublik Deutschland ausgezeichnet. Seit 2004 war Hirrlinger Ehrenvorsitzender des VdK Baden-Württemberg.